# Germain (stripverhaal)
Germain is het derde stripalbum uit de reeks De torens van Schemerwoude. Het album is geschreven en getekend door Hermann Huppen. Het verhaal werd voorgepubliceerd in stripblad Vécu in 1986 (nr 13-18) en verscheen hetzelfde jaar in album bij uitgeverij Glénat. De Nederlandse vertaling verscheen bij uitgeverij Arboris in 1987. 

## Inhoud
Aymar van Schemerwoude begeleidt een groep pelgrims op hun tocht naar Sint-Jacobus van Compostella. De personages volgen de gebruikelijkse pelgrimsweg uit Parijs, die loopt langs Orléans, Tours, Poitiers, Saintes, Bordeaux en de col van Ronceveaux. Onderweg moeten zij diverse tegenslagen overwinnen.  